# Solomeo
Solomeo è una frazione del comune di Corciano, in provincia di Perugia.
Popolato da 436 abitanti (dati Istat, censimento 2001), il paese si trova a circa 9 km a sud di Corciano, e si sviluppa principalmente sulla cima di una collina (273 m s.l.m.). Nella zona pianeggiante è lambito dalle acque del torrente Caina.

## Storia
Del III secolo a.C. sono alcuni reperti etruschi rinvenuti in zona; forse dal nome della divinità etrusca Lumn deriva il termine sincretico San Lumeo con il quale si iniziò a designare il luogo. Il castrum Solomei, fortificazione a difesa della campagna, venne poi edificato nel 1391 da Meo di Giovanni di Nicola Galassi e Pietro Tanoli, su richiesta dei magistrati di Perugia. Nel 1402 fu preso e saccheggiato dalle truppe pontificie, e l'anno seguente ripreso da Perugia.

## Monumenti e luoghi d'interesse

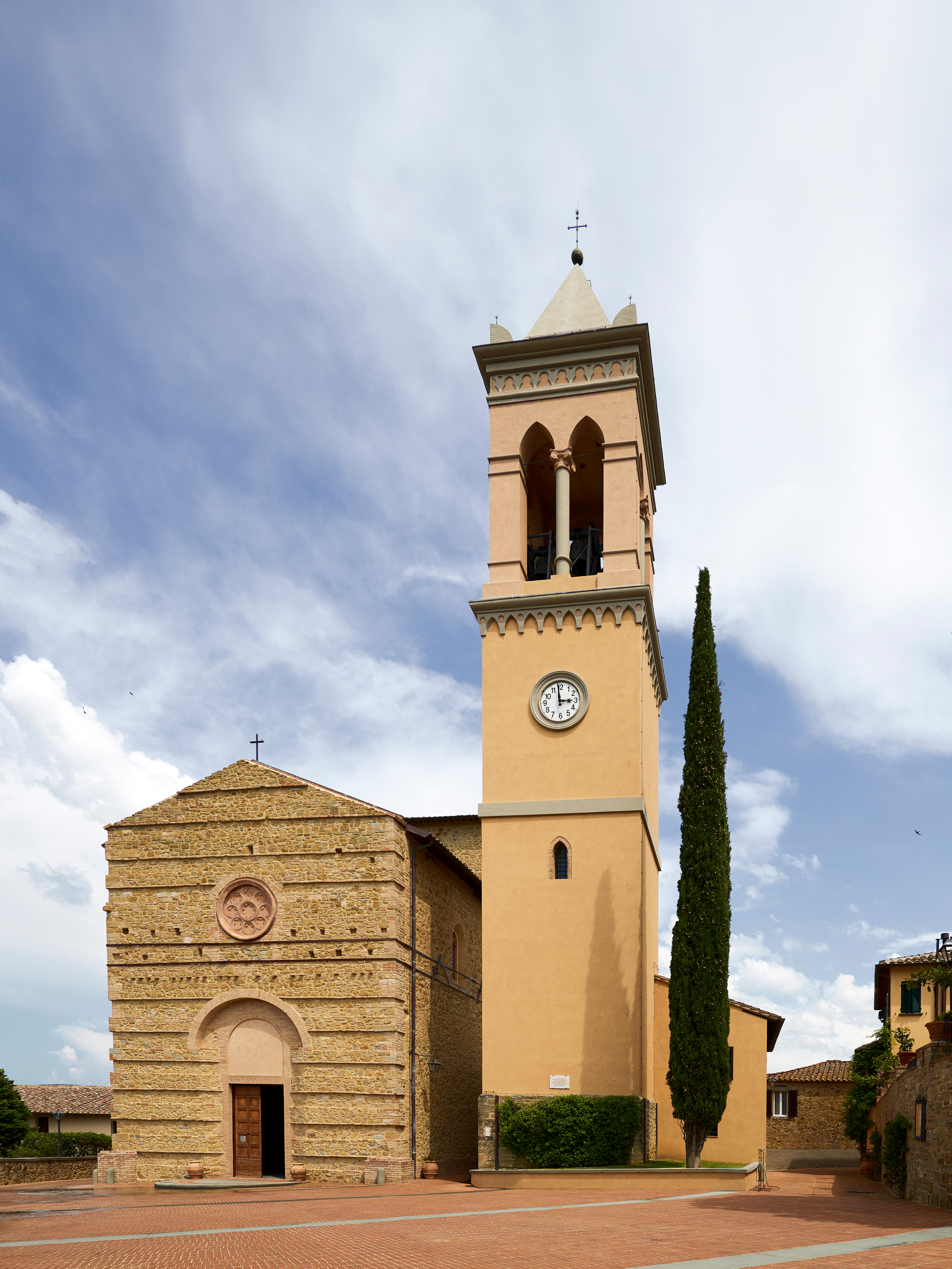
Chiesa di San Bartolomeo

- Pieve di Santa Maria di Mandoleto (ricostruita nel XVIII secolo);
- Borgo medievale di Solomeo, sostanzialmente conservato intatto nel suo impianto medievale e riportato al suo antico splendore in virtù di un intervento di restauro conservativo intrapreso nel 1985 per volere della famiglia Cucinelli[1];
- Chiesa di San Bartolomeo (XVIII secolo), con affreschi del Mazzerioli, una tela della scuola del Perugino, alcune pitture attribuite all'Appiani e un organo costruito dal maestro perugino Adamo Rossi alla fine del XVIII secolo[2];
- Castello di Montefrondoso (XIV secolo)[3];
- Villa Antinori-Tocchi (nucleo originale del XVI secolo con successivo ampliamento nel XIX secolo);
- Teatro Cucinelli. Inaugurato nel settembre 2008, è un nuovo teatro di ispirazione classica. Al teatro sono annessi un anfiteatro, un ginnasio e un ninfeo, che riuniti danno luogo al cosiddetto Foro delle Arti. All'interno del Foro vi è l'Accademia Neoumanistica, che consta di quattro classi: arte, religione, impresa, e scienza. L'Accademia ospita una selezione di testi topici della letteratura, della filosofia, della storiografia, dell'arte, dell'architettura, della scienza, e della spiritualità, di estrazione culturale sia occidentale sia orientale: la selezione dei testi compone una biblioteca a scaffale aperto, denominata Biblioteca Neoumanistica. Attualmente, l’Accademia ospita la sede pro tempore della costituenda Biblioteca Universale di Solomeo;

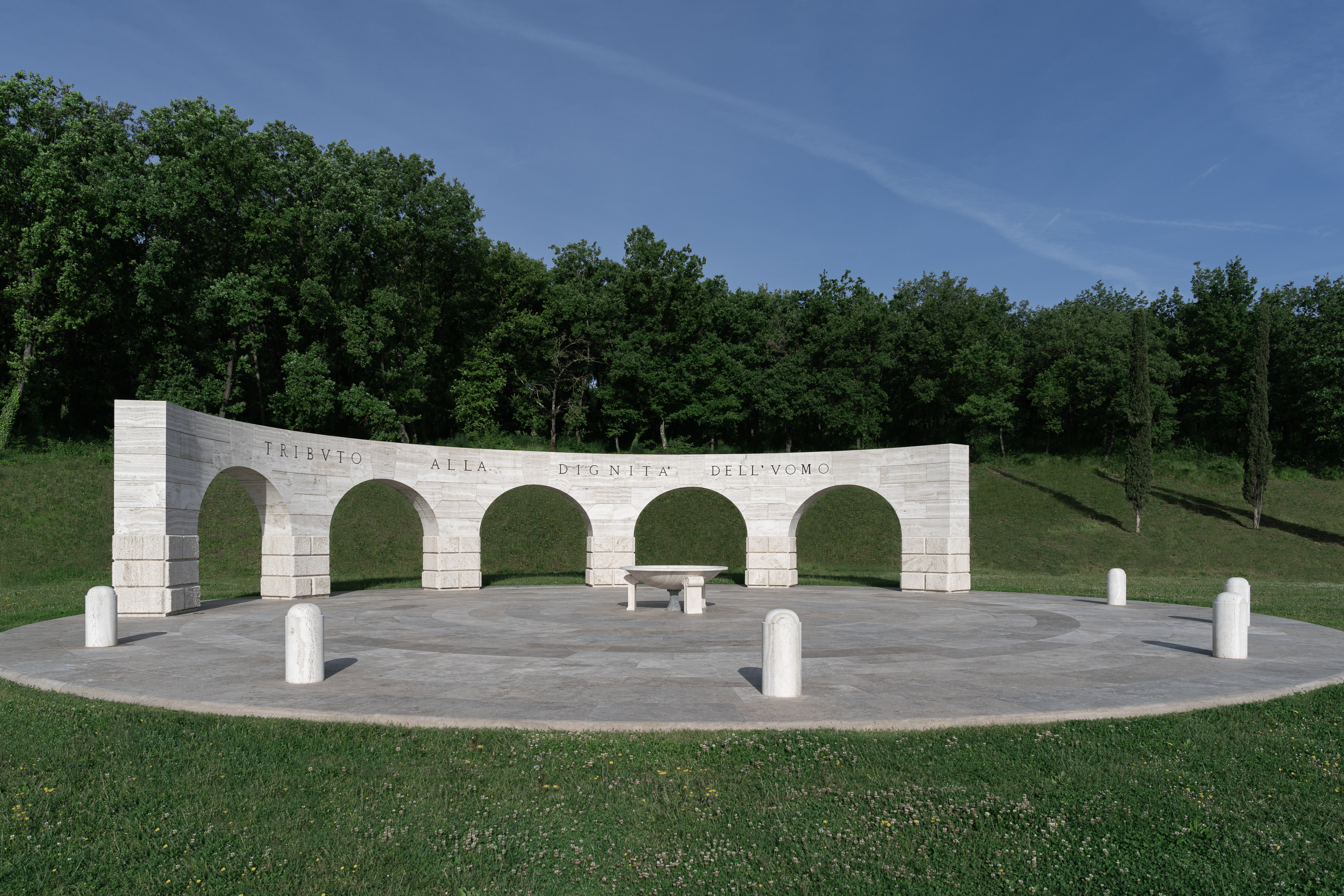
Tributo alla Dignità dell'Uomo

- Parco della Bellezza. Completato nel 2018[4], il parco si articola in tre diverse aree, tutte collocate a valle del paese. Il progetto comprende un Oratorio Laico, dedicato alla memoria di don Alberto Seri della Parrocchia di Solomeo[5], un Parco Industriale, che ospita gli uffici centrali dell’azienda Brunello Cucinelli SpA, e infine un Parco Agrario, con una vigna, una cantina e un monumento realizzato in travertino intitolato “Tributo alla Dignità dell’Uomo”. Il progetto del Parco è stato realizzato per volontà della Fondazione Brunello e Federica Cucinelli.[6].

## Economia e manifestazioni
Nel paese si trova una delle aziende tessili principali nel settore del cachemire (la Brunello Cucinelli SpA). È sviluppato anche l'indotto legato alla gastronomia e al turismo.
Nel borgo è attiva la Società Filarmonica Solomeo (fondata nel 1925)  cui fanno capo diverse attività culturali, prima tra tutte quella della locale Banda Musicale.
Nell'ultima decade di luglio si svolge la Festa "Solomeo Rinascimentale”, manifestazione che permette al visitatore di assaporare i piatti della tradizione umbra tra spettacoli ed eventi culturali ispirati al Rinascimento.
Solomeo è nota anche per le attività in campo musicale, che hanno portato alla creazione nel 1998  del Festival Villa Solomei, organizzato tutti gli anni nel periodo estivo con artisti di livello internazionale della musica classica e popolare.

## Sport

### Impianti sportivi
- Stadio di calcio